# Mary Anne Clarke
Mary Anne Clarke (3 avril 1776 - 21 juin 1852) est la maîtresse de Frederick, duc d'York et Albany.

## Biographie
Née Mary Anne Thompson, elle devient la maîtresse du duc en 1803 lorsqu'il est commandant en chef de l'armée britannique. En 1809, éclate un scandale national lorsqu'il est découvert qu'elle a vendu des commissions militaires. Le duc est obligé de démissionner, mais il est plus tard exonéré de responsabilité. M.A. Clarke est poursuivie pour diffamation et emprisonnée pendant 9 mois. 
À sa libération, elle va vivre en France à Boulogne.
Sa fille, Ellen, épouse Louis-Mathurin Busson du Maurier et est la mère du caricaturiste George du Maurier (1834-1896) et l'arrière grand-mère de la romancière Daphne du Maurier (1907-1989), qui écrit en 1954 un livre sur Mary Anne Clarke (Mary Anne).